# Sielenbach
Sielenbach – miejscowość i gmina w Niemczech, w kraju związkowym Bawaria, w rejencji Szwabia, w regionie Augsburg, w powiecie Aichach-Friedberg, wchodzi w skład wspólnoty administracyjnej Dasing. Leży około 7 km na południowy wschód od Aichach.

## Polityka
Wójtem gminy jest Martin Echter z Einheit Sielenbach, rada gminy składa się z 12 osób.
|      | Einheit Sielenbach | FWG Tödtenried | Razem |
| 2008 | 8                  | 4              | 12    |
| 2002 | 9                  | 3              | 12    |